# Виккероде
Виккероде (нем. Wickerode) — община в Германии, в земле Саксония-Анхальт.

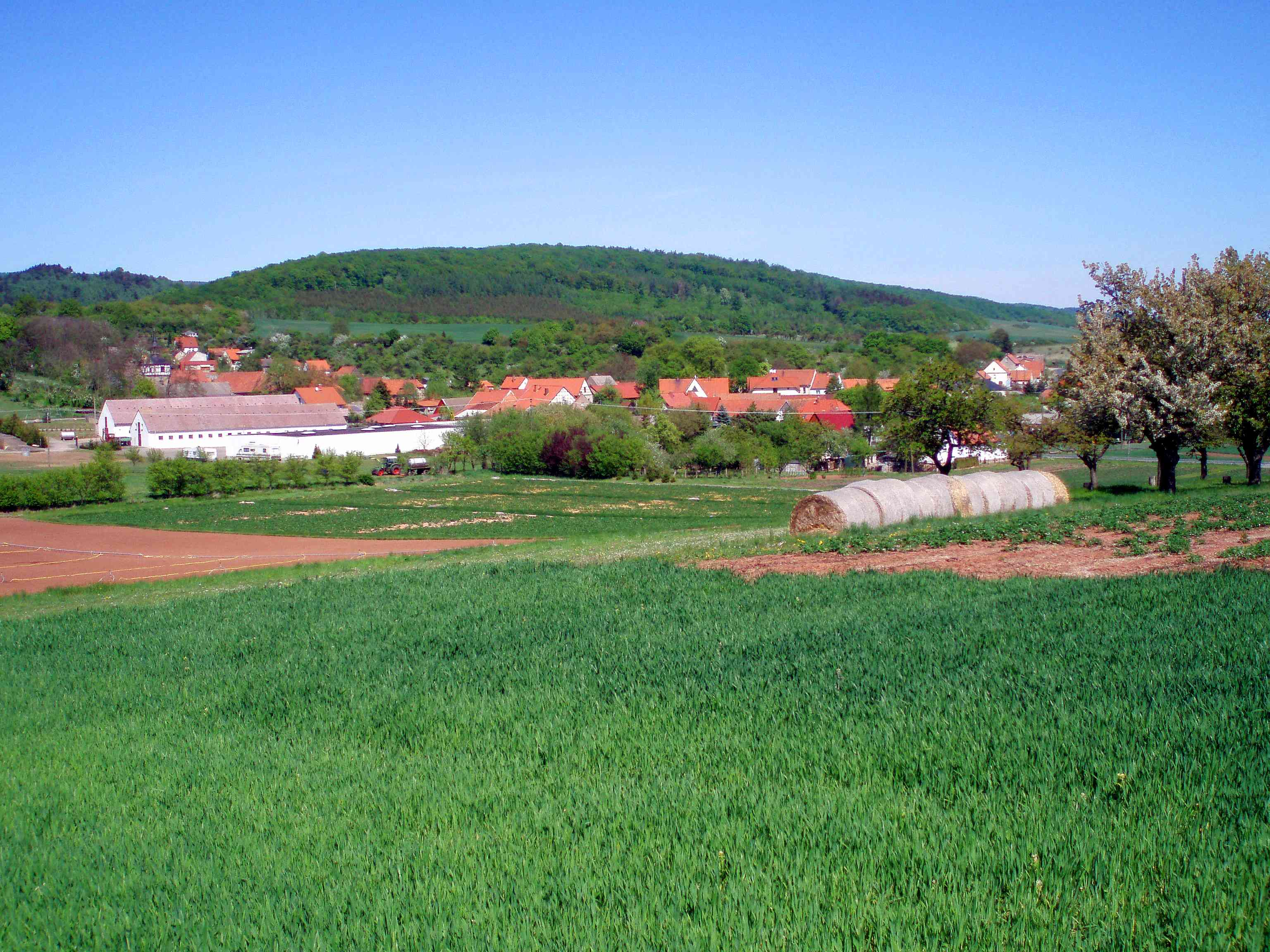
Виккероде

Входит в состав района Зангерхаузен. Подчиняется управлению Росла-Зюдхарц. Население составляет 298 человек (на 31 декабря 2006 года). Занимает площадь 6,86 км².
Первое упоминание о коммуне относится к 1111 году. Прежнее название населённого пункта — Wigharderode.